# Ilan en vivo (álbum)
Ilan en vivo, es el primer álbum en directo del cantautor, compositor y productor musical venezolano de origen israelí Ilan Chester. Fue publicado por Sonográfica en 1988.
Este álbum se grabó en directo en el Estudio Mata de Coco, también estuvo disponible un video del concierto en formato Betamax.

## Lista de canciones
1. El circo
2. A pasarla bien
3. Qué pasó
4. Marea de la mar
5. Vida rural
6. Lucha por la economía
7. El destino
8. Manifiesto
9. Es verdad
10. Eres una en un millón
11. Yo me voy
12. Misterio de amor
13. Máquina
14. Para siempre